# Диэлектрик
Диэле́ктрик (изолятор) (от др.-греч. διά «через; раздельно», и др.-греч. ἤλεκτρον — «янтарь») — вещество (материал), относительно плохо проводящее электрический ток. Электрические свойства диэлектриков определяются их способностью к поляризации во внешнем электрическом поле. Термин введён в науку английским физиком М. Фарадеем.
Концентрация свободных носителей заряда в диэлектрике не превышает 108 см−3. В электродинамике диэлектрик — среда с малым на рассматриваемой частоте значением тангенса угла диэлектрических потерь ({\displaystyle \mathrm {tg} \,\delta \ll 1}), в такой среде сила тока проводимости много меньше силы тока смещения.
Под «идеальным диэлектриком» понимают среду со значением {\displaystyle \mathrm {tg} \,\delta =0}, прочие диэлектрики называют «реальными» или диэлектриками (средами) «с потерями». С точки зрения зонной теории твёрдого тела диэлектрик — вещество с шириной запрещённой зоны больше 3 эВ.
Исследование диэлектрических свойств касается хранения и рассеивания электрической и магнитной энергии в материалах. Понятие диэлектрики важны для объяснения различных явлений в электронике, оптике, физике твердого тела и клеточной биофизике.

## Терминология
Хотя термин «изолятор» подразумевает низкую электрическую проводимость, диэлектрик обычно означает материалы с высокой поляризуемостью. Последнее выражается числом, называемым относительной диэлектрической проницаемостью. Термин «изолятор» обычно используется для обозначения электрической непроводимости, тогда как термин «диэлектрик» используется для подчёркивания способности материала к накоплению энергии посредством поляризации.
Термин «диэлектрик» был придуман Уильямом Уэвеллом в ответ на просьбу Майкла Фарадея. Идеальным диэлектриком является материал с нулевой электрической проводимостью.

## Физические свойства
Условно к проводникам относят материалы с удельным электрическим сопротивлением ρ < 10−5 Ом·м, а к диэлектрикам — материалы, у которых ρ > 108 Ом·м. Удельное сопротивление хороших проводников может составлять всего 10−8 Ом·м, а у лучших диэлектриков превосходить 1016 Ом·м. Удельное сопротивление полупроводников в зависимости от строения и состава материалов, а также от условий внешней среды может изменяться в пределах 10−5—108 Ом·м.
Хорошими проводниками электрического тока являются металлы. Из 105 химических элементов лишь 25 являются неметаллами, причём 12 элементов могут проявлять полупроводниковые свойства. Но кроме элементарных веществ известны тысячи химических соединений, сплавов или композитов со свойствами проводников, полупроводников или диэлектриков. Чёткую границу между значениями удельного сопротивления различных классов материалов провести достаточно сложно. Например, многие полупроводники при низких температурах ведут себя подобно диэлектрикам. В то же время диэлектрики при сильном нагревании могут проявлять свойства полупроводников. Качественное различие состоит в том, что для металлов проводящее состояние является основным, а для полупроводников и диэлектриков — возбуждённым.
Развитие радиотехники потребовало создания материалов, в которых специфические электромагнитные свойства на радиочастотах сочетаются с необходимыми физико-механическими параметрами. Такие материалы называют высокочастотными. Для понимания электрических, магнитных и механических свойств материалов, а также причин старения нужны знания их химического и фазового состава, атомной структуры и структурных дефектов.

## Параметры
Параметры диэлектриков определяют их механические (упругость, прочность, твердость, вязкость), тепловые (тепловое расширение, теплоемкость, теплопроводность), электрические (электропроводность, поляризация, поглощение энергии, электрическая прочность), магнитные, оптические свойства, а также определяют их электрический, механический, тепловой отклики на воздействие электрического поля, механического напряжения, температуры.

## Примеры
К диэлектрикам относятся различные газы, жидкости, например, масла, стёкла, различные смолы, пластмассы и т.д.
Удельное сопротивление деионизированной воды (см. также: бидистиллят) — 18 МОм·см.
К диэлектрикам относят также параэлектрики — нелинейные диэлектрики, не обладающие спонтанной поляризацией, относительная диэлектрическая проницаемость которых уменьшается с ростом температуры (титанаты стронция, калия, кадмия; сегнетоэлектрики выше температуры Кюри).
Ряд диэлектриков проявляют интересные физические свойства. К ним относятся электреты, пьезоэлектрики, пироэлектрики, сегнетоэластики, сегнетоэлектрики, релаксоры и сегнетомагнетики.

## Использование
При применении диэлектриков одного из наиболее обширных классов электротехнических материалов довольно четко определилась необходимость использования как пассивных, так и активных свойств.
Диэлектрики используются не только как изоляционные материалы.

### Пассивные свойства
Пассивные свойства диэлектрических материалов используются, когда их применяют в качестве электроизоляционных материалов и диэлектриков конденсаторов обычных типов. Электроизоляционными материалами называют диэлектрики, которые не допускают утечки электрических зарядов, то есть с их помощью отделяют электрические цепи друг от друга или токоведущие части устройств, приборов и аппаратов от проводящих, но не токоведущих частей (от корпуса, от «земли»). В этих случаях диэлектрическая проницаемость материала не играет особой роли или она должна быть возможно меньшей, чтобы не вносить в схемы паразитных ёмкостей. Если материал используется в качестве диэлектрика конденсатора определённой ёмкости и наименьших размеров, то при прочих равных условиях желательно, чтобы этот материал имел большую диэлектрическую проницаемость.

### Активные свойства диэлектриков
Активными диэлектриками, диэлектрические свойства которых зависят от приложенного напряжения, влияния внешней среды являются сегнетоэлектрики, пьезоэлектрики, пироэлектрики, электролюминофоры, материалы для излучателей и затворов в лазерной технике, электреты и др.